# شکارچیان غروب

طرح جلد نسخه آمریکایی

شکارچیان غروب(به انگلیسی Hunters of the dusk) نام هفتمین کتاب از سری قصه‌های سرزمین اشباح که در ۲۲۱ صفحه و توسط انتشارات بنفشه منتشر شده‌است.سری کتابهای دارن شان نمونه بارز خیال‌پردازی کودکان ونوجوانان هستندو در رده کتابهای پرفروشی چون: هری پاتر و وقایع نارنیاو ارباب حلقه‌ها قرار می‌گیرند.

## اطلاعات نویسنده
نام نویسنده:دارن شان
نام مترجم:فرزانه کریمی

## داستان
دارن شان، شاهزاده اشباح، برای انجام ماموریتی کوهستان اشباح را ترک می‌کند که شاید به مرگ او ختم شود.او یکی از یرگزیدگانی است که باید به تعقیب ارباب شبح واره‌ها برود.اگر او را نابود کند، پیروز است و اگر شکست بخورد، قبیله اشباح را به کام مرگ می‌برد.